# Newag Gliwice

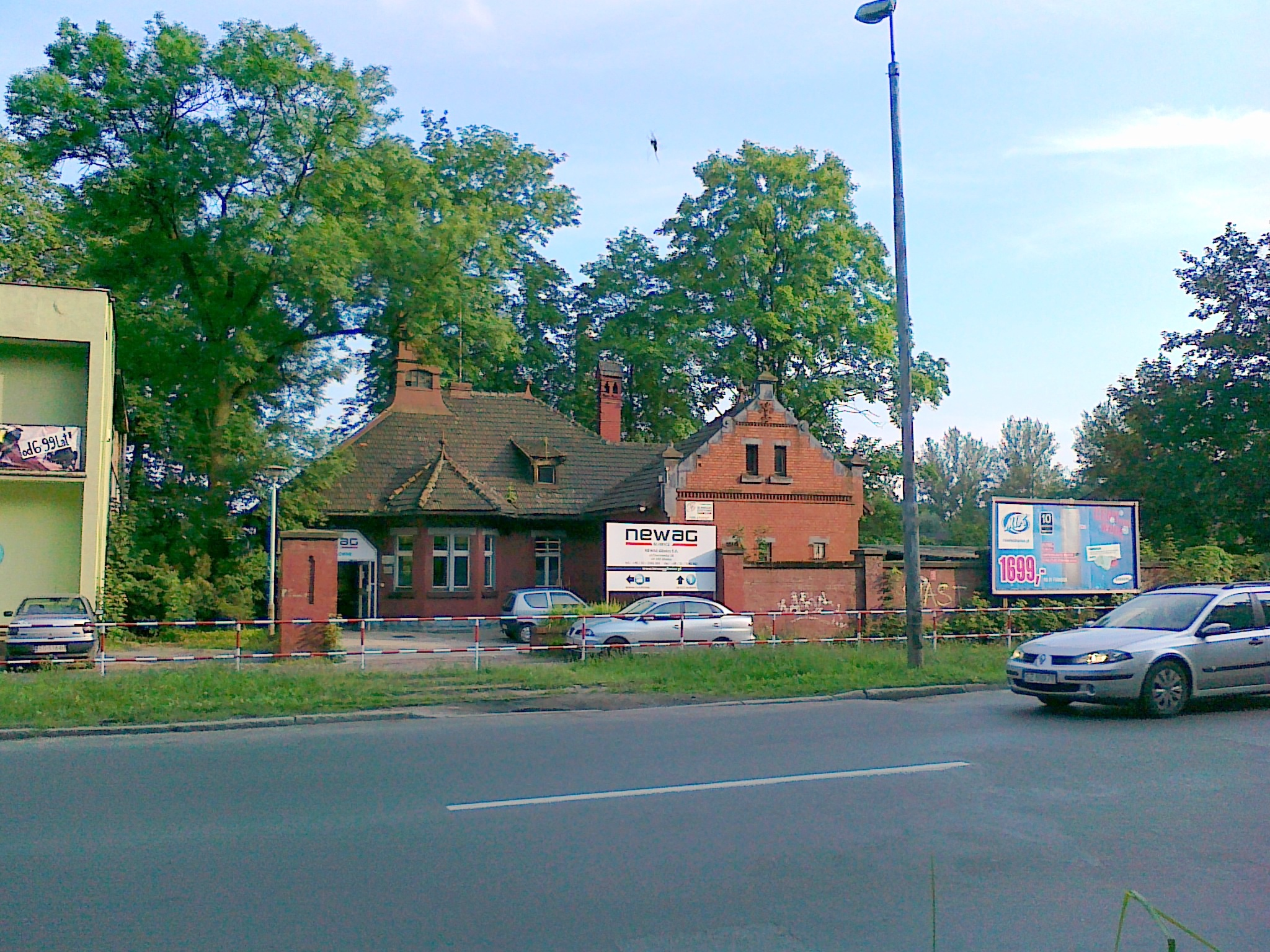
Główne wejście na teren zakładów

Newag Gliwice – nieistniejące przedsiębiorstwo z siedzibą w Gliwicach zajmujące się produkcją, modernizacją i naprawą taboru kolejowego, w szczególności lokomotyw elektrycznych. W 2008 roku weszło w skład holdingu Newag, a 2 lutego 2015 zostało wchłonięte przez spółkę matkę jako Zamiejscowy Wydział Produkcji Lokomotyw Elektrycznych.

## Historia

### Geneza
3 czerwca 1836 środowisko burżuazji śląskiej powołało do życia Komitet Założycielski Kolei Górnośląskiej ((niem.) Oberschlesische Eisenbahn), na czele którego stanął prezydent rejencji opolskiej hrabia Püchler. W wyniku sporów o przebieg linii od Opola na wschód, rozpoczęto budowę jedynie na odcinku z Wrocławia do Opola, zakończoną 29 maja 1843 r. Ostateczny przebieg trasy od Opola do Nowego Bierunia (przez Gliwice) zatwierdzono w październiku 1842. Odcinek do Gliwic otwarto 2 października 1845, a dwa tygodnie później do Świętochłowic. Budowę linii zakończono 3 października 1846 w Mysłowicach, a planowane połączenie z Bieruniem nie zostało zrealizowane. Linia liczyła 196,3 km, a otwarcia dokonał król pruski Fryderyk Wilhelm IV.
8 listopada 1855 otwarto linię Gliwice – Ruda Wschodnia – Ruda Chebzie (według obecnej numeracji jest to linia kolejowa nr 166), w związku z czym Gliwice stały się stacją węzłową. 27 października 1872 przybył nowy kierunek – otwarto linię do Bytomia. W 1880 roku łączna długość normalnotorowych bocznic przemysłowych wynosiła 63 km, a na stacji Gliwice przybywały kolejne tory do obsługi ruchu towarowego. Niedługo potem zapadła decyzja o budowie stacji rozrządowej, w wyniku czego stacja Gliwice stała się jedną z największych stacji Cesarstwa Niemieckiego, obsługiwaną przez 18 nastawni, wyprawiającą i odprawiającą około 630 pociągów dziennie.

### Królewskie Kolejowe Warsztaty Lokomotyw
W 1891 roku w dyrekcji kolei we Wrocławiu powstał plan budowy warsztatów naprawczych wagonów i lokomotyw w Gliwicach. Realizację projektu rozpoczęto w latach 1894-1895, kiedy powstały warsztaty naprawcze wagonów. W 1899 roku zaplanowano kolejną przebudowę gliwickiej stacji, zakładając budowę nowej stacji rozrządowej na północny wschód od obecnej. W projekcie tym uwzględniono budowę warsztatów specjalizujących się w naprawach lokomotyw. W tym samym roku kolej podpisała umowę z magistratem Gliwic odnośnie do zakupu ziemi, a miasto dodatkowo zobowiązało się do budowy 80-100 mieszkań pracowniczych, szkoły powszechnej, wodociągów i oświetlenia ulic.
Warsztaty oddano do użytku 1 października 1904, ale ich wykańczanie trwało do 1907 roku. Królewskie Kolejowe Warsztaty Lokomotyw ((niem.) Königliche Eisenbahn-Lokomotivwerkstätte) składały się z hali głównej napraw lokomotyw, maszynowni, kotłowni, kuźni, warsztatów szkolnych oraz magazynu materiałowego. Hala główna mieściła 50 stanowisk naprawczych, a 6 dodatkowych znajdowało się w nowo wybudowanej parowozowni, w której znajdowała się także lakiernia. Warsztaty miały obsługiwać 300 parowozów stacjonujących na terenie dyrekcji katowickiej. Po ich otwarciu zlikwidowano warsztaty pomocnicze w Katowicach, a ich pracowników przeniesiono do Gliwic. W zakładach wykonywano wyłącznie naprawy główne i średnie.
W latach 1919–1921 miały miejsce trzy powstania śląskie oraz plebiscyt, w wyniku czego większość przemysłowej części Śląska przypadła Polsce, jednakże Gliwice pozostały w granicach niemieckich. Warsztatom zmniejszył się zatem obszar działalności, dodatkowo doszło do reorganizacji kolei w Niemczech, w wyniku czego powstały Deutsche Reichsbahn. W związku z powyższymi czynnikami pracę straciło około 800 osób. W 1925 roku nadzór nad warsztatami przejęła dyrekcja kolei z Wrocławia, w tym samym roku ze względu na planowaną dalszą redukcję załogi doszło do manifestacji ludności i interwencji w parlamencie, jednakże nie powstrzymało to dalszych zwolnień.
W 1927 roku pojawiły się pierwsze plany elektryfikacji linii z Wrocławia do Gliwic, z czym miało wiązać się przeprofilowanie zakładu na naprawy lokomotyw elektrycznych. Plany te nie zostały zrealizowane. W 1933, po dojściu Hitlera do władzy, ruszyła intensywna produkcja na potrzeby wojenne, co miało pozytywne skutki dla sytuacji zakładów gliwickich. Zaczęły one ponownie przyjmować nowych pracowników – bezpośrednio przed wybuchem wojny zatrudniały 2400 osób i naprawiały miesięcznie 60 parowozów.
Podczas II wojny światowej zakład przybrał formę obozu pracy przymusowej, a Niemcy pracowali jedynie w administracji, pionie technicznym i nadzorczym. Pozostałe prace wykonywało około 3000 robotników przymusowych różnych narodowości, którzy zostali skoszarowani na terenie pobliskiego parku. Miesięcznie naprawiano 120 parowozów, których większość stanowiły lokomotywy uszkodzone podczas działań wojennych. W 1944 liczba pracowników sięgnęła 4000 i pracowano na 4 zmiany.
24 stycznia 1945 Gliwice zostały zajęte przez Armię Czerwoną. Podczas walk warsztaty zostały mocno zniszczone, wcześniej Niemcy wywieźli większość maszyn i urządzeń, a pozostałe sprzęty zniszczyli Sowieci. W zakładzie na stanowiskach naprawczych pozostały natomiast parowozy, których naprawy nie zdążono dokończyć.

### Główne Warsztaty Parowozowe
17 września 1945 zakłady pod nazwą Główne Warsztaty Parowozowe zostały przekazane polskiej administracji i rozpoczęto ich odbudowę. W kwietniu 1947 roku ukończono pierwszą po wojnie naprawę główną parowozu. 1 stycznia 1950 warsztaty zostały przekształcone w Warsztaty Mechaniczne nr 5 w Gliwicach. W tym czasie na stanie PKP były parowozy 90 różnych serii, co wymuszało dodatkową produkcję części zamiennych, których nie był w stanie dostarczyć przemysł krajowy. W 1951 roku nastąpiła kolejna reorganizacja w wyniku której zakład został połączony z pobliskimi warsztatami wagonowymi w Zakłady Naprawcze Taboru Kolejowego. W połączonych zakładach produkowano m.in. podbijarki torowe, wagony tarowe, zderzaki wagonowe, wytwornice acetylenowe czy aparaturę chemiczną. 1 lutego 1957 zakłady zostały rozdzielone na Zakłady Naprawcze Taboru Kolejowego Parowozowe i Zakłady Naprawcze Taboru Kolejowego Wagonowe.

### Zakłady Naprawcze Lokomotyw Elektrycznych
Na początku lat 60. rozpoczęto wycofywanie parowozów na rzecz elektrowozów, co wiązało się z koniecznością zmiany profilu zakładów. Stopniowo przygotowywano zakłady do podjęcia napraw lokomotyw elektrycznych: pracownicy zakładu szkolili się m.in. w ZNTK Mińsk Mazowiecki i ZNTK Lubań, a w przyzakładowej szkole zmieniono profil nauczania. 14 lipca 1962 oddano pierwszy naprawiony elektrowóz – EU04-11. Do września 1970 w zakładzie naprawiano również parowozy, ostatnim naprawionym parowozem był Ty23-146. W związku ze zmianą profilu działalności z początkiem 1971 roku zmieniono nazwę na Zakłady Naprawcze Lokomotyw Elektrycznych. W lutym 1971 bramy zakładu opuściła tysięczna zmodernizowana lokomotywa elektryczna. W 1974 roku zakład ponownie połączono z pobliskimi zakładami wagonowymi oraz 3 innymi zakładami, a w 1981 zakłady ponownie rozdzielono.
Z końcem marca 1995 roku przekształcono firmę w jednoosobową spółkę Skarbu Państwa, a w 1999 roku większościowym akcjonariuszem została firma Technics Engineering Architecture Marketing.
We wrześniu 2006 podpisano umowę z Ministerstwem Nauki i Szkolnictwa Wyższego na dofinansowanie projektu budowy nowej lokomotywy elektrycznej.

### Newag Gliwice
We wrześniu 2008 roku spółka Newag z Nowego Sącza zostaje większościowym akcjonariuszem ZNLE.
14 października 2009, podczas targów kolejowych Trako w Gdańsku ZNLE zaprezentowało nową, towarową lokomotywę elektryczną E6ACT Dragon. Była to pierwsza nowa polska konstrukcja lokomotywy elektrycznej od 1990 roku, kiedy premierę miała EM10. 12 października 2011 podpisano pierwszą umowę na dostawę 4 Dragonów z przedsiębiorstwem STK z Wrocławia.
18 września 2012 podczas targów InnoTrans w Berlinie miała miejsce premiera lokomotywy uniwersalnej E4MSU Griffin, a dzień później, na tych samych targach, podpisano umowę z Lotos Kolej na dostawę 5 Dragonów.
20 lutego 2013 ZNLE zmieniło nazwę na Newag Gliwice.
30 stycznia 2015 spółka podpisała umowę ze spółką Freightliner PL na dostawę 5 Dragonów w formie leasingu.
2 lutego 2015 zakończono proces podziału Newagu Gliwice, w ramach którego kluczowa część majątku przedsiębiorstwa, czyli aktywa związane z produkcją, naprawą, modernizacją oraz dzierżawą pojazdów szynowych przeniesione zostały na spółkę matkę – Newag, a w Gliwicach utworzony został Zamiejscowy Wydział Produkcji Lokomotyw Elektrycznych. W spółce zależnej Newag Gliwice pozostawiona została zorganizowana część przedsiębiorstwa prowadząca działalność w zakresie zarządzania majątkiem mieszkaniowym – Gliwice Property Managment. Przy okazji połączenia Bartosz Krzemiński, dotychczasowy prezes Newagu Gliwice, wszedł do zarządu Newagu.
W czerwcu 2016 podjęta została decyzja, że produkcja lokomotyw zostanie przeniesiona z Gliwic do Nowego Sącza. 28 lipca 280 z 350 pracowników otrzymało wypowiedzenia. Na przełomie 2016 i 2017 roku w Nowym Sączu trwała budowa nowej hali na potrzeby produkcji lokomotyw.

## Działalność
Przedsiębiorstwo zajmowało się produkcją nowych lokomotyw oraz modernizacją i naprawą lokomotyw elektrycznych wszystkich typów eksploatowanych w Polsce. Zakład, wraz z Newagiem Nowy Sącz, modernizował również elektryczne zespoły trakcyjne.
| Typ           | Liczba sztuk | Lata dostaw | Odbiorca         | Źródła       |
| ------------- | ------------ | ----------- | ---------------- | ------------ |
| E4MSU Griffin | 1            | 2012        | prototyp         | [ 12 ]       |
| E6ACT Dragon  | 9            | 2009–2014   | STK, Lotos Kolej | [ 9 ] [ 24 ] |

| Typ   | Seria | Liczba sztuk | Lata dostaw | Odbiorca                                        | Źródła               |
| ----- | ----- | ------------ | ----------- | ----------------------------------------------- | -------------------- |
| 3E    |       |              |             | PTKiGK, Orlen KolTrans, DB Schenker Rail Polska | [ 25 ] [ 26 ] [ 27 ] |
| 104Ec | EP09  | 34           |             | PKP Intercity                                   | [ 28 ] [ 29 ]        |
| 201Ek | ET22  | 20           | 2009–2011   | PKP Cargo                                       | [ 30 ] [ 31 ]        |
| 201El | ET22  | 17           | 2012        | PKP Cargo                                       | [ 32 ]               |
| 201Em | ET22  | 28           | 2004–2010   | PKP Cargo                                       | [ 33 ]               |
| 303Eb | EU07  | 23           | 2011        | PKP Cargo                                       | [ 34 ]               |
| 303Eb | EP07  | 5            | 2012        | Przewozy Regionalne                             | [ 35 ] [ 36 ]        |
| 303Ec | EU07  | 1            | 2012        | PKP Cargo                                       | [ 37 ]               |
| 405Em | EM10  | 4            | 2004        | PKP Cargo                                       | [ 38 ]               |
| EL2   |       |              |             | KWB Adamów                                      | [ 39 ]               |

## Prezentacje na targach
| Rok  | Targi     | Lokomotywa    |        |
| ---- | --------- | ------------- | ------ |
| 2003 | Trako     | 3E/1          | [ 25 ] |
| 2005 | Trako     | ET22-2000     | [ 40 ] |
| 2009 | Trako     | E6ACT Dragon  | [ 9 ]  |
| 2010 | InnoTrans | E6ACT Dragon  | [ 41 ] |
| 2011 | Trako     | E6ACT Dragon  | [ 42 ] |
| 2012 | InnoTrans | E4MSU Griffin | [ 43 ] |
| 2013 | Trako     | E4MSU Griffin | [ 44 ] |
| 2014 | InnoTrans | E6ACT Dragon  | [ 45 ] |

## Nagrody i wyróżnienia
- 2009 – wyróżnienie w kategorii Tabor na targach Trako dla lokomotywy E6ACT Dragon[46],
- 2014 – tytuł Cezar Śląskiego Biznesu przyznany przez Business Centre Club[47]